# 43A
Wagon 43A – wagon osobowy II klasy używany dawniej przez PKP na trasach lokalnych, popularnie zwany Ryflakiem.

## Malowanie

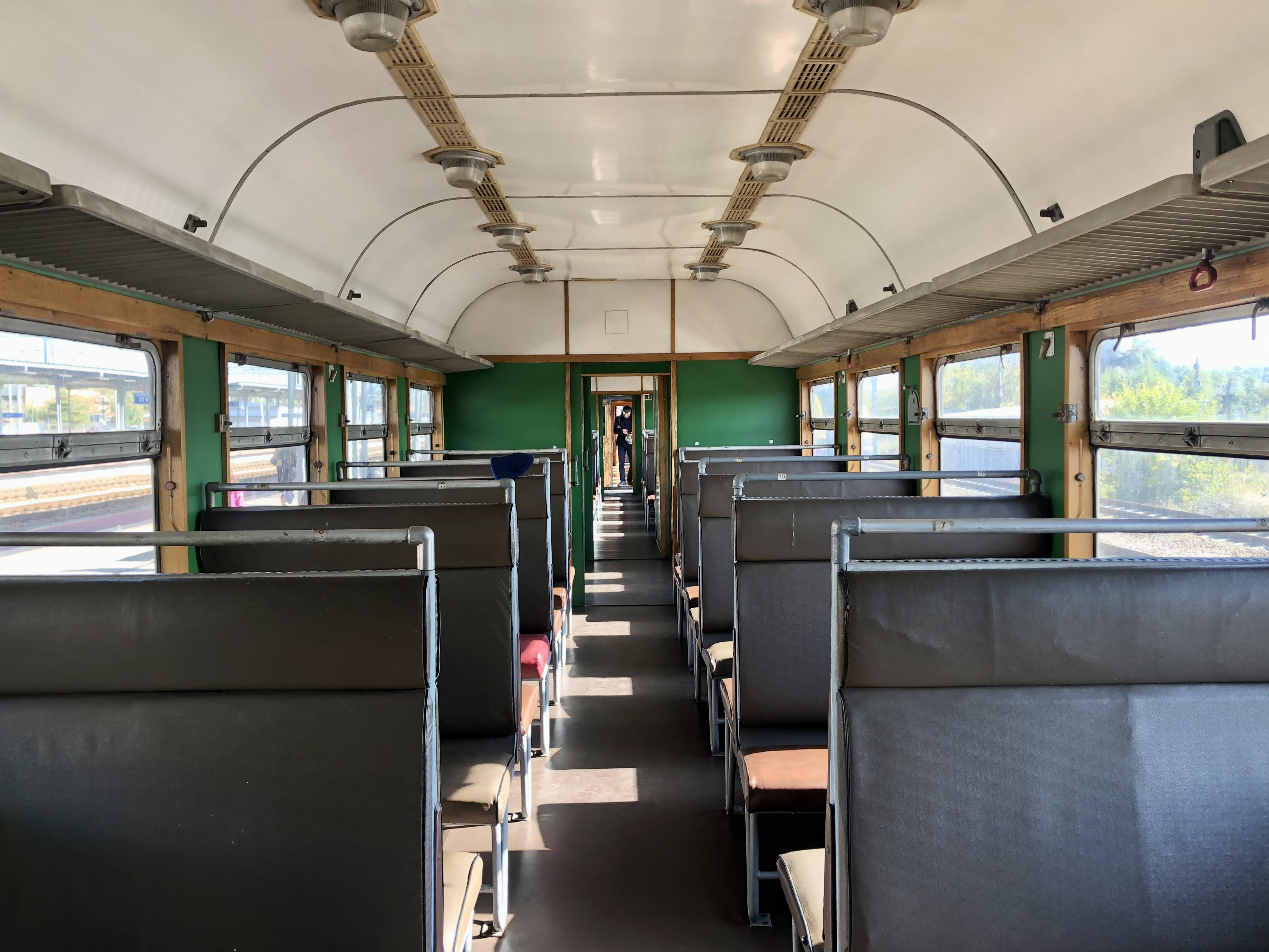
Przedział pasażerski

Wagony 43A były początkowo malowane na oliwkowo lub niebiesko-kremowo (malowanie nawiązujące do kolorów wagonów motorowych). W latach dziewięćdziesiątych niektóre z nich zostały przemalowane na zielono-kremowy schemat malowania.

## Historia
Wagony typu 43A zostały zaprojektowane w latach 1955–1956. Ich powstanie zdeterminowane było zastąpieniem często mocno wysłużonego, przedwojennego taboru jakim w tamtych latach dysponowała Polska Kolej Państwowa. Równolegle z dokumentacją serii 43A powstały plany wagonu motorowego typu 5M (na PKP oznaczony jako seria SN80). „Ryflak”, jak potocznie nazywano te wagony, był później wykorzystany jako pierwowzór przy projektowaniu swojego następcy, typu 101A, w którym zastosowano szereg unowocześnień eliminujących błędy z konstrukcji poprzednika. Wagony 43A były przystosowane do pracy w pociągach zmiennokierunkowych.